# レネ・エンダース
レネ・エンダース（René Enders、1987年2月13日 - ）は、ドイツ、ツォイレンローダ＝トリーベス出身の自転車競技（トラックレース）選手。

## 来歴
2005年
- ジュニア世界選手権自転車競技大会
  - チームスプリント 優勝（+ マキシミリアン・レヴィ、ベンヤーミン・ヴィットマン）
  - ケイリン 3位

2006年
- ヨーロッパ自転車競技選手権大会（以下、欧州選手権）
  - U23部門・チームスプリント 優勝

2007年
- ドイツ選手権
  - チームスプリント 優勝
  - ケイリン 優勝

2008年
- 北京オリンピック
  -  チームスプリント
- ドイツ選手権
  - チームスプリント 優勝

2009年
- トラックレース世界選手権
  - チームスプリント 3位

2011年
- 世界選手権
  -  チームスプリントでは、シュテファン・ニムケ、マキシミリアン・レヴィとともに出場し、当初は2位だったが、フランス自転車競技連盟(FFC)が2011年11月8日、グレゴリー・ボジェに対し、18ヶ月間の期間中、2回、競技外ドーピングを行わなかったとして2012年1月6日、2010年12月23日〜2011年12月22日まで1年間の出場停止処分とする内示を提示していたが、これを受け国際自転車競技連合(UCI)は、2011年のトラックレース世界選手権におけるスプリント及びチームスプリント、さらに同年のフランス選手権のスプリントにおける優勝記録を抹消することを公表した[1] ため、繰り上がって優勝となった。
- 欧州選手権
  - チームスプリント 優勝（+ ローベルト・フェルステマン、シュテファン・ニムケ）
- UCIトラックワールドカップ2011-2012
  - カリ - チームスプリント 優勝

2012年
- UCIトラックワールドカップ2011-2012
  - ロンドン - チームスプリント 優勝
- ロンドン五輪・チームスプリント 3位
- UCIトラックワールドカップ2012-2013
  - グラスゴー - チームスプリント 優勝

2013年
- トラックレース世界選手権
  -  チームスプリント 優勝（+ シュテファン・ベティヒャー、マキシミリアン・レヴィ）

2014年
- 世界選手権・チームスプリント 2位